# Michelle Agyemang
Michelle Agyemang (South Ockendon, 3 februari 2006) is een voetbalspeelster uit Engeland. Ze speelt als aanvaller voor Brighton & Hove Albion in de Super League.

## Clubcarrière
Agyemang werd geboren in Engeland en is van Ghanese afkomst. Op zesjarige leeftijd voegde ze zich in de jeugdopleiding van Arsenal.
Agyemang maakte in november 2022 haar debuut voor Arsenal op zestienjarige leeftijd in een wedstrijd tegen Leicester City die haar club met 4-0 wist te winnen.  Agyemang maakte op 29 januari 2022 haar eerste doelpunt voor Arsenal in de tachtigste minuut van een FA Cup wedstrijd tegen Leeds United. Dit doelpunt werd genomineerd voor 'Arsenals doelpunt van de maand' en werd uiteindelijk tweede in de verkiezing. Op 1 mei 2023 maakte Agyemang haar debuut in de Champions League door in te vallen in de verloren halve finale tegen VfL Wolfsburg. Agyemang tekende op 23 juni 2023 haar eerste profcontract die ingang vanaf het moment dat ze achttien werd.
In augustus 2023 maakte Agyemang op huurbasis de overstap naar Watford FC. Ze maakte haar debuut voor Watford FC op 3 september 2023 in een wedstrijd tegen London City Lionesses. Door een blessure miste Agyemang vervolgend het hele seizoen 2023/24.
Agyemang maakte op 4 februari 2024 haar eerste doelpunten voor de club door tweemaal het net te raken tegen Birmingham City. Door deze doelpunten hielp ze haar ploeg van de laatste plaats af.
Op 13 september 2024 ging Agyemang een huurovereenkomst aan bij Super League club Brighton & Hove Albion. In een thuiswedstrijd tegen Bristol City maakte ze haar eerste doelpunt voor de club.

## Statistieken
| Seizoen | Club                   | Land     | Competitie   | Wedstrijden | Doelpunten |
| ------- | ---------------------- | -------- | ------------ | ----------- | ---------- |
| 2022/23 | Arsenal                | Engeland | Super League | 3           | 0          |
| 2023/24 | Arsenal                | Engeland | Super League | 1           | 0          |
| 2023/24 | Watford FC             | Engeland | Championship | 3           | 4          |
| 2024/25 | Brighton & Hove Albion | Engeland | Super League | 17          | 3          |
| Totaal  | Totaal                 | Totaal   | Totaal       | 24          | 7          |

Laatste update: 6 juni 2025

## Interlandcarrière
Agyemang werd op 6 april 2025 voor het eerst opgeroepen voor het Engelse nationale team als vervanger van de geblesseerde Alessia Russo. Twee dagen later maakte ze haar debuut door in de tachtigste minuut van een Nations League-wedstrijd tegen België in te vallen. Na 41 seconden maakte Agyemang haar eerste doelpunt door de 3-2 aan te tekenen in de nederlaag van de Engelsen. Na haar debuut werd Agyemang nummer 234 toegewezen in een lijst ter ere van de vijftigste verjaardag van The Football Association.
In juni 2025 werd Agyemang opgenomen in de Engelse selectie voor op het EK 2025 in Zwitserland. In de kwartfinale tegen Zweden had ze een hoofdrol door de 2-2 aan te tekenen en daarmee haar land op gelijke hoogte te brengen, waarna Engeland na penalty's wist af te rekenen met de Zweden. In de daaropvolgende halve finale wist Agyemang in de blessuretijd opnieuw haar land op gelijke hoogte te brengen tegen Italië, waarna Engeland door een doelpunt van Chloe Kelly wist af te rekenen met de Italianen. Met haar land werd ze op 27 juli 2025 Europees kampioen door in de finale na penalty's af te rekenen met Spanje.
1 Hampton ·
2 Bronze ·
3 Charles ·
4 Walsh ·
5 Greenwood ·
6 Williamson  ·
7 James ·
8 Stanway ·
9 Mead ·
10 Toone ·
11 Hemp ·
12 Le Tissier ·
13 Moorhouse ·
14 Clinton ·
15 Morgan ·
16 Carter ·
17 Agyemang ·
18 Kelly ·
19 Beever-Jones ·
20 Park ·
21 Keating ·
22 Wubben-Moy ·
23 Russo ·
Coach: Wiegman